# Heinrich Zille (film)
Heinrich Zille è un film del 1977 diretto da Rainer Wolffhardt e basato sulla vita dell'illustratore tedesco Heinrich Zille.